# ヤマハ・QYシリーズ

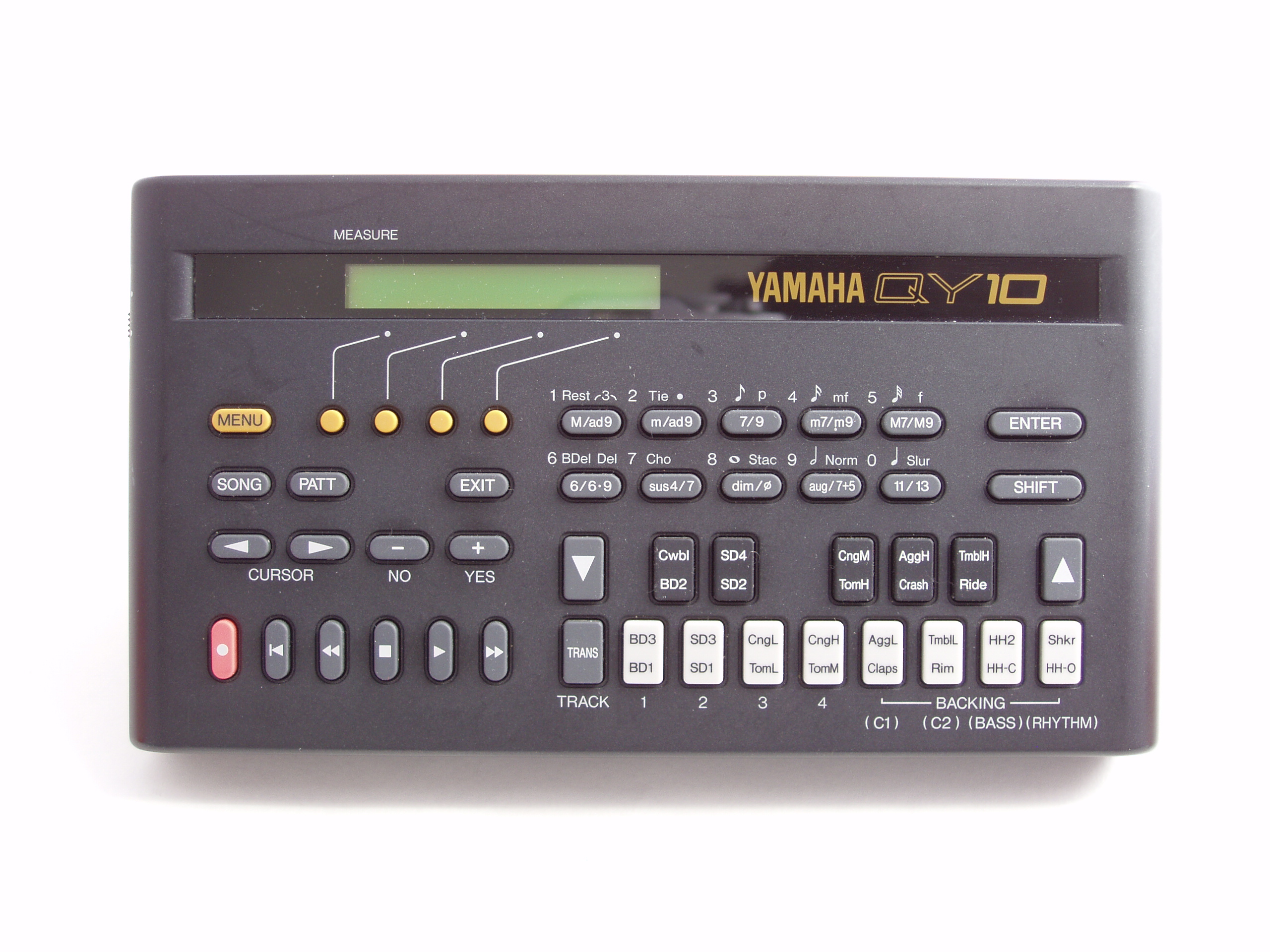
QYシリーズの機種、QY10

QYシリーズ（キューワイ・シリーズ）とは、1990年（平成2年）にヤマハから発売されたQY10をはじめとする音源内蔵型シーケンサー専用機（ハードシーケンサー）の型番・商品名である。25年間に渡って商品展開された。
「QY」の名称の由来は「Q」が「Sequencer」の「Q」、「Y」は前身であるヤマハのシーケンサーシリーズが「QX」だったことから（「X」の次だから「Y」。「YAMAHA」の頭文字というのは俗説。またQXシリーズ発売当時のシンセサイザーがDXシリーズであり、SYシリーズに移行したため、それに合わせてXからYにしたという説もある）。
同シリーズには通常含まれないが、派生モデルとして作成された経緯を持っているため、便宜上QR10も合わせて紹介する。

## 概要
QYシリーズの特徴は、持ち運びが自由であることと、スタイルシーケンサーの機能にある。スタイルシーケンサーとは、当時からヤマハが自社製のエレクトーンやポータトーンに採用していたABC（オートベースコード）機能とシーケンス機能を融合したもので、プリセットされたスタイル（例えばラテン、ジャズ、ロックなど）とその中に用意されたパターン（通常の演奏、フィルインなど）を組み合わせ、あとはコードネームを指定するだけで容易に伴奏部分を作成できる機能のことをいう（パート数はQY22までは4パートであったが、QY70よりデスクトップ型と同等の8パートとなっている）。
従来のシーケンサーであれば外部接続が必要とされていたMIDI音源（AWM音源）を内蔵し、消しゴムサイズのミニ鍵盤を持ち、DTM初心者でも1台で伴奏作成・作曲・アレンジをすることができる。第1弾のQY10からQY100まではハンディータイプで、単3乾電池による稼動が可能である。また、QY10以降数年に渡りVHSビデオテープサイズにこだわって設計されていたが、仕様の都合上QY70・QY100で若干サイズアップしている。

## デスクトップ型への進化
デスクトップ型のQY300、QY700はすでにDTMがPCのソフトシーケンサーに移行している中、あえてプロユース志向のQYとして発売され、以前のQX3などの後継機種となった。その後ヤマハは'90年代末からの景気低迷のためか、またはPCベースのデジタルオーディオワークステーション(DAW)に移行したためか、名実ともにQY700を「ハイエンドモデル」に位置付けし、それ以降QYファンに上位機種を熱望されながらもデスクトップ型QYは発売していない。
また、この機種のシーケンサー部分はQS300(QS300=QY300 プログラムコンパチブル)やヤマハ・EOSシリーズ（B900=QY300 B2000=QY700 プログラムコンパチブル）にも応用され、ヤマハのシーケンサーソフトXG Worksにもその影響が見られる。
また、ラックを除くシンセサイザーのMOTIF～MOTIF ESには、内蔵シーケンサーとしてQY700の機能とQY300の表示能力が流用されている。

## シリーズのモデル

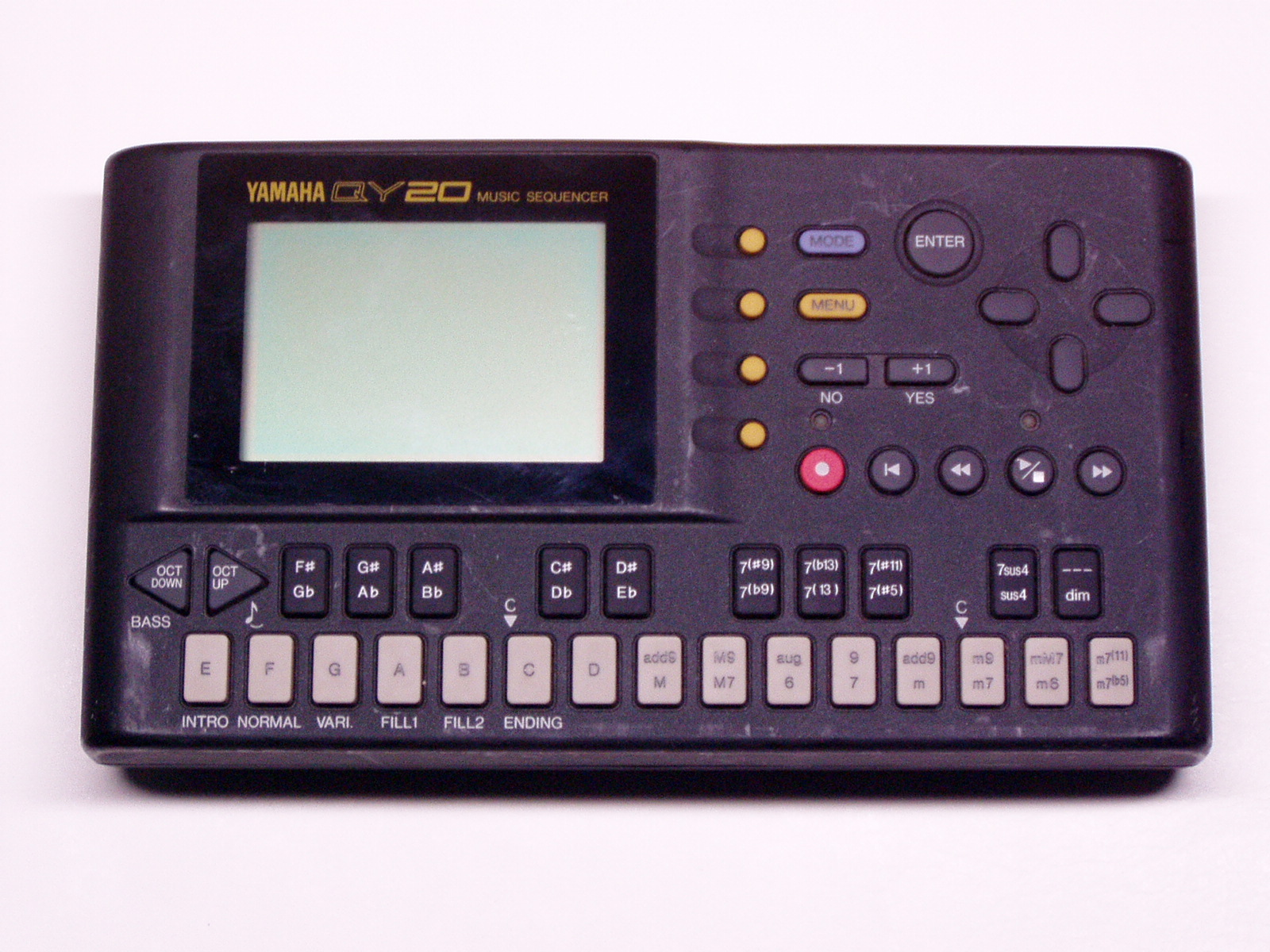
QY20

QY10（1990年（平成2年）発売）
QYシリーズの第1弾。「スキーバスの中に持ち込んで手軽に作曲が楽しめるもの」をコンセプトに設計された。4シーケンストラック・4パターントラック・分解能24のシーケンス部と30音色・ドラムキット1・同時発音数28の音源部で構成され、その他単音入力のみのミニ鍵盤が13となっている。プリセットパターンを76種類持ち、ユーザーパターンを24種類作成可能。いつでもどこでも音楽の作成が可能であり、当時のスキーブームやバンドブームとシンクロして爆発的人気を得たパーム・トップ・スタジオである。
QY8（1994年（平成6年）発売）
QYシリーズで唯一、譜面入力可能な機種。ミニ鍵盤がない代わりに、左右に配置されたゲーム機のようなボタンでステップ入力を行うという遊び心を持った廉価版的QY（事実定価は25,000円で、他のQYシリーズの半額程度だった）。仕様は40音色・1ドラムキットながら、QYシリーズ初のUNDOボタンが付いた。プリセットスタイルは50種類（1種類につき6セクション）だが、ユーザーパターンの作成機能はない。
QY20（1992年（平成4年）発売）
QY10の上位機種。分解能96・100音色・8ドラムキットの和音入力対応になり、ミニ鍵盤も13から25に拡張された。また、一行だったディスプレイは拡大されてグラフィカルな表示も可能になり、後のQYシリーズに受け継がれていくミキサー画面表示が登場した。プリセットスタイルも100種類（1種類につき6セクション）になり、ユーザーパターンも100種類作成可能。
QY22（1995年（平成7年）発売）
QY20の音源部をGMに拡張した機種。ドラムキットがGMレベル1になった他、128音色となった。
QY70（1997年（平成9年）発売）
音源部がAWMからAWM2（XG対応）になり、PCと接続できるようにTO-HOST端子がついた機種。シーケンス部が16シーケンストラック・8パターントラック分解能が96から480になった他、音源部にいたっては同時発音数32・519音色・20ドラムキットとQY700をもしのいでいる。プリセットスタイルは128種類（1種類につき6セクション）、64種類のプリセットスタイルを作成可能。プリセットフレーズは4096種類（ユーザーが作成することも可能）。付属のユーティリティソフト「QYデータファイラー」でPCとデータをやり取りすることが可能。DTMパッケージ「HELLO!MUSIC!QY70」も同時発売された。
QY100（2000年（平成12年）発売）
QY70をベースに、スマートメディアスロットとギターの入力端子がついた機種。シーケンス部は16シーケンストラック・8パターントラック、音源部は547音色・22ドラムキットとなっている。プリセットスタイルやユーザースタイルの数はQY70と変わらないものの、プリセットフレーズ数が4285種類となった（ユーザーが作成することも可能）。QY70と同じく付属のユーティリティソフトでPCとデータをやり取りすることが可能。DTMパッケージ「HELLO!MUSIC!QY100」も発売された。2014年生産完了。
QY300（1994年（平成6年）発売）
初のデスクトップ型にしてGM音源（128音色・8ドラムキット）搭載のQY。シーケンス部が16シーケンストラック・8パターントラックになった他、それまでのポータブルスタイルを犠牲にすることによってフロッピーディスクドライブの内蔵（2DDのみ対応）、ジョグ／シャトルダイアルやテンキーの装備等、機能性・操作性の飛躍的向上が図られている。プリセットスタイルを持たないが、100のユーザースタイルを作成可能（1種類につき8セクション）。プリセットフレーズ数は3095種類（ユーザーが作成することも可能）。QS300やヤマハ・EOSシリーズ B900に同等機能を搭載。
QY700（1996年（平成8年）発売）
QY300の上位機種。ディスプレイは更なる拡大と共にバックライトが内蔵され、音源部はXGの同時発音数32（外部音源は64）・480音色・11ドラムキット、シーケンス部も分解能が96から480に、32シーケンストラック・16パターントラックとなった。また、ピッチベンドやコントロールチェンジ操作用のホイールが装備された他、内蔵フロッピーディスクドライブも2DD／2HD対応となった。QY300に比べてプリセットフレーズ数が4096種類と増加したが、逆にユーザースタイルの数が64種類に減少。同等機能がEOS B2000に搭載される。
QR10（1993年（平成5年）発売）
QYの機能を簡易化し、サンプリング機能やモノラルスピーカーを追加した機種。シーケンサーというよりはバッキングマシンという位置づけとされる。
AWM音源（28音ポリフォニック）69ノーマルボイス＋1ドラムキット搭載。トラック数、1メロディトラック（シーケンストラック）＋バッキングトラック　パターン：4パート。プリセットスタイルを50種類、コンビネーションスタイルを40種類持ち、ユーザースタイルを10種類作成可能（スタイル1種類につき6セクション）。

## 関連記事
- ミュージックシーケンサー
- MIDI
- XG
- ヤマハ・QXシリーズ
- ヤマハ・RYシリーズ